# Tim Rice
Sir Timothy Miles Bindon Rice (Shardeloes, 10 novembre 1944) è un conduttore radiofonico, autore televisivo e paroliere britannico.
È inoltre autore di testi per musical e film.

## Biografia
Rice è nato ad Amersham, Buckinghamshire, Inghilterra, e ha studiato alla Aldwickbury School, alla St Albans School ed al Lancing College.
Tim Rice è noto soprattutto per le sue collaborazioni con Andrew Lloyd Webber, con cui ha scritto Joseph and the Amazing Technicolor Dreamcoat, Jesus Christ Superstar ed Evita. In collaborazione con gli ex-ABBA Björn Ulvaeus e Benny Andersson ha realizzato il musical Chess da cui sono tratte le canzoni One Night in Bangkok e I Know Him so Well. Successivamente ha lavorato per la Walt Disney Company assieme ad Alan Menken e Elton John (The Lion King Soundtrack e Aida), scrivendo i testi di canzoni per musical e film. Nel 1988 collabora ai testi The Fallen Priest" e "The Golden Boy" per l'album Barcelona di Freddie Mercury.
Per i suoi testi Rice ha ricevuto cinque candidature agli Oscar in tre edizioni: nel 1993 con A Whole New World dal film Aladdin (musica di Alan Menken), nel 1995 con Circle of Life, Hakuna Matata e Can You Feel the Love Tonight (musiche di Elton John), tutte tratte dal film Il re leone della Disney, e infine nel 1997 con You Must Love Me, con la musica di Andrew Lloyd Webber, scritta appositamente per il film Evita. In tutte le tre edizioni la candidatura si è trasformata in vittoria (nel 1995 con Can You Feel the Love Tonight).
Rice è anche cofondatore del Guinness Book of British Hit Singles ed ha lavorato come editore dal 1977 al 1996.
Rice è stato spesso ospite di trasmissioni radiofoniche in giochi come Just a Minute e Trivia Test Match. Rice ama affermare scherzosamente che negli Stati Uniti la sua fama è più che altro legata all'apparizione nel film About a Boy - Un ragazzo (con Hugh Grant). Tra i suoi interessi si annoverano il cricket (è stato presidente del Marylebone Cricket Club nel 2002) e la matematica. Rice ha inoltre scritto la prefazione al libro Why do buses come in threes? di Rob Eastaway e Jeremy Wyndham; un altro importante contributo letterario è stato quello per il libro di One Hit Wonderland, di Tony Hawks.
Rice è un tifoso del Sunderland A.F.C., e nel novembre del 2006 gli è stato conferito il dottorato onorario in lettere dall'università di Sunderland, in una cerimonia tenutasi allo Stadium of Light.

## Teatro
- 1966: The Likes of Us - musiche di Andrew Lloyd Webber.  Rappresentato per la prima volta nel 2005
- 1968: Joseph and the Amazing Technicolor Dreamcoat - musiche di Andrew Lloyd Webber.
- 1971: Jesus Christ Superstar - musiche di Andrew Lloyd Webber.
- 1978: Evita - musiche di  Andrew Lloyd Webber.
- 1983: Blondel - musiche di Stephen Oliver. Prodotto nuovamente nel 2006.
- 1986: Chess - musiche di Benny Andersson e Björn Ulvaeus.
- 1986: Cricket - musiche di Andrew Lloyd Webber. In occasione dei sessant'anni della Regina Elisabetta
- 1992: Tycoon - musiche di Michel Berger. Originale: Starmania di Luc Plamondon.
- 1994: Beauty and the Beast - musiche di Alan Menken.  Testi delle canzoni originali del film di Howard Ashman.
- 1996: Heathcliff - musiche di John Farrar.
- 1997: King David - musiche di Alan  Menken.
- 1997: The Lion King - musiche di Elton John insieme a Lebo M, Mark Mancina, Jay Rifkin, Julie Taymor e Hans Zimmer.
- 2000: Aida - musiche di Elton John.
- 2005: The Likes of Us - musiche di Andrew Lloyd Webber
- 2011: The Wizard of Oz con musiche di Andrew Lloyd Webber.

## Cinema e televisione
- 1992: Aladdin - musica di  Alan Menken. Completato il lavoro iniziato da Howard Ashman.
- 1994: The Lion King - musiche di Elton John e Hans Zimmer.
- 2000: The Road to Eldorado - musiche di Elton John e Hans Zimmer.